# Ахернар
Ахерна́р (α Eri / α Ерідана / Альфа Ерідана) — найяскравіша зоря в сузір'ї Ерідан і дев'ята за яскравістю зоря нічного неба. Ахернар є подвійною зоряною системою, більший компонент якої відомий як Ахернар А, а другий — Ахернар B.

## Фізичні характеристики

Форма Ахернару A значно відрізняється від кулястої через швидке обертання зорі навколо своєї осі.

Ахернар А є блакитною зорею класу B3 з масою від шести до восьми сонячних. Належить до головної послідовності, її світність приблизно в 3 тисячі разів перевищує сонячну. Відстань від Землі до зорі — близько 139 світлових років. Друга зоря системи є меншою за розміром зорею спектрального класу А та знаходиться на відстані близько 12 астрономічних одиниць від Ахернара A та має період обертання у 14—15 років. Ахернар B — зоря масою близько двох сонячних, спектрального класу A0V—A3V.
Станом на 2003 рік, Ахернар А — зоря, чия форма найбільше відхиляється від кулястої (серед вивчених зір). Швидкість обертання на екваторі зорі становить 260—310 км/с, що становить до 85 % від критичної швидкості відриву. Завдяки великій швидкості обертання цієї зорі навколо своєї осі, її екваторіальний діаметр на 50 % більший полярного. Вісь обертання Ахернара нахилена до променя зору під кутом близько 65 градусів.
Через витягнуту форму, температура Ахернара значно варіюється залежно від широти: при середньому значенні близько 15 000 K, на полюсах вона сягає понад 20 000 K, а на екваторі падає до 10 000 K.
Висока температура на полюсах призводить до формування полярних вітрів, що виносять речовину зорі й формують зовнішню оболонку з гарячого газу й плазми навколо зорі. Наявність цієї оболонки виявляється за надлишковим світінням в інфрачервоному діапазоні і є поширеним явищем для усіх Be-зір. Також через форму основного компонента системи Ахернар орбіта супутника значно відрізняється від кеплерівського еліпса. Схожий ефект спостерігається й у Регула.

## Умови спостереження
Ахернар розташований у Південній півкулі неба і видимий лише з 33° пн. ш. (і південніше), тому з багатьох густонаселених територій Північної півкулі Землі зорю спостерігати не можна — вона постійно перебуває нижче горизонту.
У країнах Південної півкулі кращим часом для спостереження зорі є листопад, коли зоря кульмінує. Південніше 33° пд. ш. Ахернар ніколи не заходить за горизонт.
Приблизно до березня 2000 року Ахернар і Фомальгаут були двома зорями першої величини, найвіддаленішими за кутовою відстанню від усіх інших зір першої величини на небесній сфері. Зараз найвіддаленіша від інших зоря першої величини — Антарес у сузір'ї Скорпіона. При цьому навколо Антареса досить багато зір другої величини, в той час як зорі в оточенні як Ахернара, так і Фомальгаута значно менш яскраві.

## Походження назви
Назва зорі походить з арабської — араб. آخر النهر араб. ākhir an-nahr означає «кінець річки». Проте, швидше за все, ця назва спочатку належала зорі θ Ерідана, котра має власну назву Акамар із тією ж етимологією.
Унаслідок прецесії, Ахернар у стародавні часи можна було спостерігати тільки в істотно південніших широтах, аніж зараз. Близько 3000 року до н.е. він перебував всього за 10 градусів від південного полюса, а близько 1500 року до н.е. — за 24 градуси, і таким чином стародавнім єгиптянам він був невідомий[джерело?]. Навіть у 100-му році його схилення було лише -67° і Птолемей не міг спостерігати його з Олександрії[джерело?], в той час як Акамар спостерігався навіть на Криті. Виходячи з наведених даних, «кінцем річки» за Птолемеєм мав називатися саме Акамар.
Через 6—9 тисяч років Ахернар досягне максимально південного схилення і його можна буде спостерігати навіть у центральній Європі.

## Ахернар у фантастиці
- У романі І. А. Єфремова «Туманність Андромеди» в останніх розділах оповідається про підготовку експедиції землян, покликаної колонізувати дві придатні для проживання планети, що обертаються навколо Ахернара.
- У романі «Година Бика», продовженні роману «Туманність Андромеди», згадується, що земляни вже колонізували планети Ахернара, і переселенці встигли мутувати там у нову расу людей, що відрізняється фіолетовою шкірою.
- «Альфа Ерідана» — оповідання радянського фантаста Олександра Колпакова про міжзоряну експедицію на одну з планет Альфи Ерідана.